# Rohrweberei Pritzerbe
Die Rohrweberei Pritzerbe ist die letzte Rohrweberei Deutschlands und befindet sich im Ortsteil Pritzerbe, in der Stadt Havelsee. Seit 2013 ist in der Rohrweberei ein Handwerks- und Heimatmuseum etabliert.

## Rohrweberei

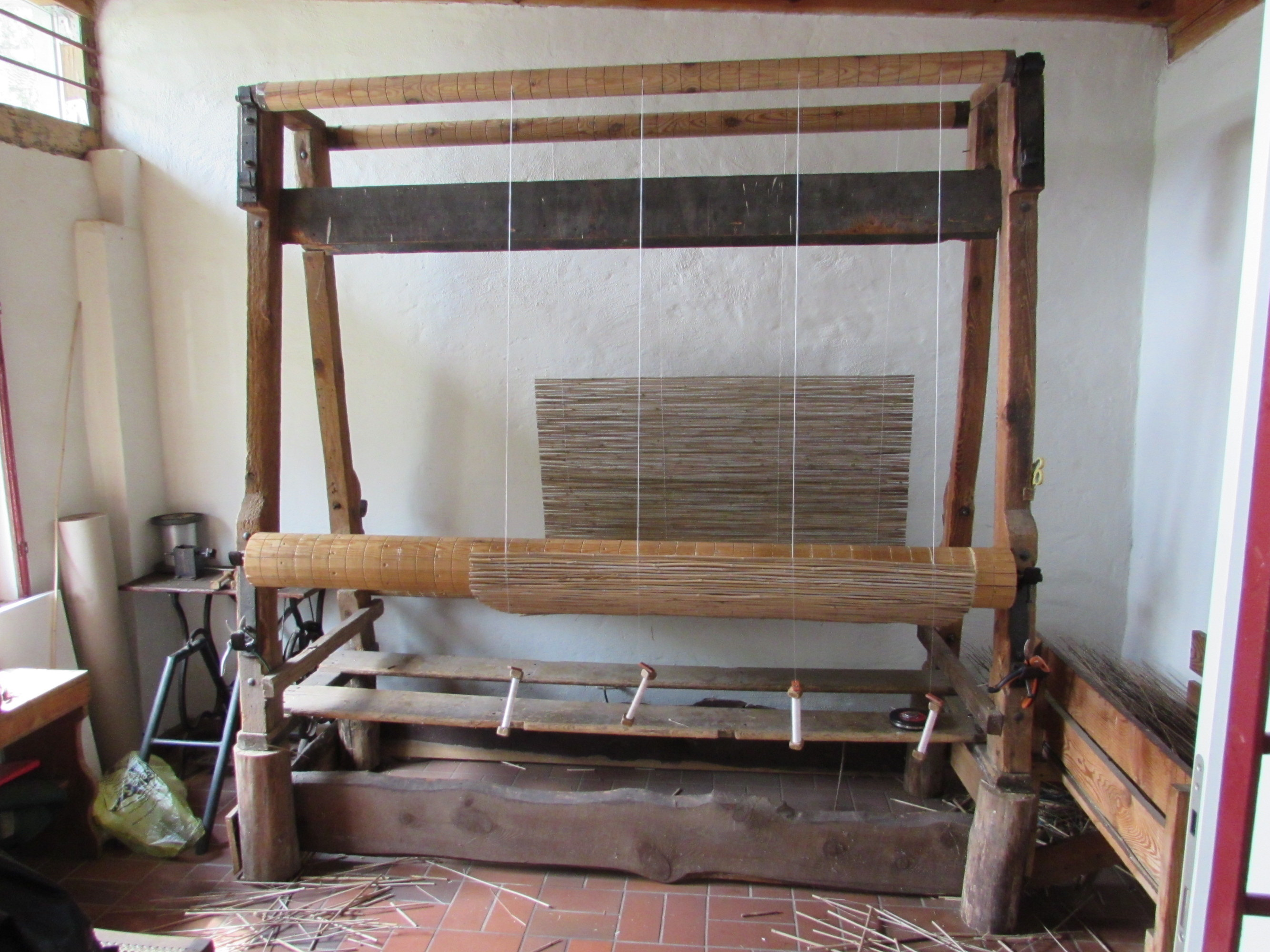
Webstuhl in der Rohrweberei

Das Handwerk der Rohrweberei hat im Bereich der Havel eine jahrtausendealte Tradition. Werkstoff für das Weben war in der Umgebung Havelsees am Fluss und dem Pritzerber See geerntetes Schilfrohr, aus dem beispielsweise Schilfrohrmatten gewoben werden. Was in früheren Jahrhunderten in reiner Handarbeit gefertigt wurde, konnte später unter Verwendung spezieller Webstühle hergestellt werden. Die noch heute in der Rohrweberei Pritzerbe verwendeten speziellen Webstühle wurden 1945 durch den Besitzer und Leiter Georg Wellendorf angeschafft, der in diesem Jahr auch das ehemalige Schützenhaus der Stadt als neue Betriebsstätte erwarb.
Nach Georg Wellendorfs Tod 1980 führte Gerhard Krüger die Rohrweberei Pritzerbe bis ins Jahr 1998 weiter. Anschließend verkaufte er das Betriebsgebäude an die noch eigenständige Stadt Pritzerbe. Die Rohrwebstühle wurden an ein Lehniner Institut für Weiterbildung, welches bereits zuvor die Rohrweberei betrieb, verkauft. Das Lehniner Institut für Weiterbildung pachtete die Gebäude von der Stadt, während Pritzerbe ein Vorkaufsrecht auf die Webstühle erhielt. Seit 2001 betreibt der Arbeits- und Ausbildungsförderungsverein Potsdam-Mittelmark als Nachfolger des Instituts für Weiterbildung die Rohrweberei und vermarktet deren Produkte.
Da die Schilfgürtel rund um die Stadt heute besonders geschützt ist, wird der Rohstoff in neuerer Zeit auf eigenen Feldern der Rohrweberei angebaut und geerntet. Vor allem Arten des Miscanthus, auch Stielblütengras genannt, finden ihre Verwendung, da sie aufgrund ihrer Robustheit und Pflegeleichtigkeit als besonders geeignet gelten.

## Museum
Im Oktober 2013 wurde in der Rohrweberei ein Museum eröffnet, welches in einer Ausstellung neben den handwerklichen auch heimatkundliche Themen behandelt. Das Museum ist an in der Werkstatt arbeitsfreien Wochenendtagen und unter der Woche ist der Handwerksbetrieb für Besucher geöffnet.